# Tanzania vil selv
|  | Denne artikel er oprettet af botten PalnaBot ud fra en ekstern database. Den kan derfor have sproglige fejl eller mangler. Denne skabelon kan fjernes efter kontrol af indholdet. |

Tanzania vil selv er en dokumentarfilm fra 1967 instrueret af Tørk Haxthausen efter eget manuskript.

## Handling
Debatfilm om et ulands økonomiske problemer. Præsident Julius K. Nyerere indleder filmen, der også bringer udtalelser af flere udenlandske eksperter, der arbejder i Tanzania.